# P-Toluolsulfonsäuremethylester
p-Toluolsulfonsäuremethylester (Methyltosylat) ist als  Methylester der p-Toluolsulfonsäure das einfachste Tosylat, das als Methylierungsmittel und Katalysator für Alkydharze sowie als Initiator für die Polymerisation von substituierten Oxazolinen zu Poly(2-oxazoline)n Verwendung findet.

## Vorkommen und Darstellung
Die Reaktion von para-Toluolsulfonsäurechlorid mit Methanol in Gegenwart von Pyridin zur Neutralisation des entstehenden Chlorwasserstoffs liefert p-Toluolsulfonsäuremethylester in 70%iger Ausbeute.
Mit festem Kaliumcarbonat als Säurefänger wird Methyltosylat in 96%iger Ausbeute erhalten.
p-Toluolsulfonsäure reagiert mit Trimethylorthoformiat bei Raumtemperatur nach 14 Stunden bzw. unter Rückfluss für 30 Minuten in 99%iger Ausbeute zum p-Toluolsulfonsäuremethylester.
In Gegenwart von Fe3+-haltigem Montmorillonit reagiert auch p-Toluolsulfonsäure mit Methanol in 84%iger Ausbeute zum Sulfonsäureester.
Statt des festen Katalysators Montmorillonit kann auch das feste Silicachlorid (aus Silicagel und Thionylchlorid) für diese Veresterung verwendet werden.

## Eigenschaften
p-Toluolsulfonsäuremethylester ist ein farbloser bis schwach gelber kristalliner Feststoff, der in Wasser unlöslich, in einigen organischen Lösungsmitteln löslich ist.

## Anwendungen
p-Toluolsulfonsäuremethylester ist wie andere Tosylate (R-O-SO2-Phenyl-CH3) ein reaktives Methylierungsmittel und überträgt Methylgruppen auf nucleophile Verbindungen wie z. B. Alkohole, Phenole, Amine oder Thiole.
Ein Beispiel für die Alkylierung einer basischen Stickstoffverbindung mit Methyltosylat ist die Methylierung von 3,6-Bis(acetylamino)acridin zum 3,6-Bis(acetylamino)-10-methylacridiniumtosylat, aus dem mittels Chlorwasserstoff das Antiseptikum Acriflaviniumchlorid erhalten wird.
Ein weiteres Beispiel ist die Methylierung von 2-Methylbenzthiazol zum entsprechenden N-Methylammoniumtosylat, das nach Austausch des Tosylat-Anions gegen das Tetrafluoroborat-Anion und Umsetzung mit dem Königschen Salz zu einem blauen Cyanin-Farbstoff reagiert.
p-Toluolsulfonsäuremethylester wird zur Darstellung von quaternisierten Alkylketendimeren (AKD)-Derivaten (langkettigen Alkylamidoaminen) eingesetzt, die als Hydrophobierungsmittel für Papier oder zur Knitterfreiausrüstung von Textilien eingesetzt werden.
Unter dem Aspekt der Atomökonomie als auch der Ökonomie ist Methyltosylat trotz höherer Reaktivität den billigeren Methylierungsmitteln Methylchlorid und Dimethylsulfat für Quaternisierungsreaktionen meist unterlegen.
In jüngerer Zeit hat Methyltosylat Anwendung als Initiator zur Polymerisation von 2-Alkyloxazolinen, wie z. B. 2-Ethyl-2-oxazolin gefunden,
die insbesondere wegen ihrer hohen Biokompatibilität als vielfältig einsetzbare Materialien für biomedizinische Anwendungen diskutiert werden.